# Wingene Koers
La Wingene Koers est une course cycliste belge disputée au mois de septembre à Wingene, dans la province de Flandre-Occidentale. Il s'agit d'un interclub.
Ancienne kermesse professionnelle, elle compte à son palmarès des cyclistes de renommée comme Marcel Kint, Rik Van Looy ou Andreï Tchmil.
L'édition 2020 est annulée en raison du contexte sanitaire lié à la pandémie de Covid-19.

## Palmarès
| Année     | Vainqueur                | Deuxième                  | Troisième                |
| --------- | ------------------------ | ------------------------- | ------------------------ |
| 1932      | Gérard Desmet            | Raymond Decorte           | Victor Gernaeye          |
| 1933      | Gustaaf Van Slembrouck   | Leander Ghyssels          | Gérard Desmet            |
| 1934      | Constant Dyzers          | Albert Billiet            | André Verlinden (nl)     |
| 1935      | Rémi Hendryckx           | Aimé Lievens              | Alfred Hamerlinck        |
| 1936      | Maurice Raes             | Emiel Vandepitte          | André Defoort            |
| 1937      | Frans Dictus             | Michel D'Hooghe           | Aimé Lievens             |
| 1938      | Frans Van Hassel (nl)    | Albert Beirnaert (nl)     | Marcel Claeys (nl)       |
| 1939      | Gérard Balducq           | Albert Beirnaert (nl)     | Alfons Deloor            |
| 1940-1941 | pas de course            | pas de course             | pas de course            |
| 1942 (1)  | Karel Thijs              | Richard Depoorter         | Maurice Desmet           |
| 1942 (2)  | Georges Claes            | Albert Sercu              | Marcel Van Houtte        |
| 1942 (3)  | Triphon Verstraeten (nl) | Eugène Van den Bossche    | Ernest Allemeersch       |
| 1943 (1)  | Omer Van Geystelen       | Julien Van Dycke          | Juul Huvaere             |
| 1943 (2)  | René Janssens            | Ernest Allemeersch        | Roger Cnockaert          |
| 1944      | Marcel Kint              | André Vanoutryve          | Albert Sercu             |
| 1945      | Marcel Rijckaert         | Oscar Goethals            | Albert Ramon             |
| 1946      | Arthur Mommerency        | Juul Havaere              | Richard Depoorter        |
| 1947      | Emmanuel Thoma           | André Maelbrancke         | André Pieters            |
| 1948      | Albert Ramon             | Albert Anutchin           | Michel Remue             |
| 1949      | Marcel Deneve            | Arthur Mommerency         | Daniel Taillieu          |
| 1950      | Maurice Blomme           | Omer Braeckeveldt         | Odiel Vanden Meerschaut  |
| 1951      | Maurice Blomme           | André Maelbrancke         | Raf Jonckheere           |
| 1952      | Henri Van Kerckhove      | Marcel Dierkens           | René Oreel               |
| 1953      | Omer Braeckeveldt        | André Rossel              | Valère Ollivier          |
| 1954      | Omer Braeckeveldt        | Arthur Mommerency         | Julien Pascal            |
| 1955      | Leon Van Daele           | Roger Decorte             | André Noyelle            |
| 1956      | Roger Verbeke            | Leon Van Daele            | Roger Decorte            |
| 1957      | Roger Decock             | Leon Van Daele            | René Mertens             |
| 1958      | Edgard Sorgeloos         | Gilbert Desmet            | René Mertens             |
| 1959      | Willy Vannitsen          | Frans Loyaerts (ca)       | Daniel Doom              |
| 1960      | Roger Decock             | Georges Decraeye (nl)     | Reginald Arnold          |
| 1961      | Willy Vannitsen          | Gustaaf De Smet           | Arthur Decabooter        |
| 1962      | Benoni Beheyt            | Gustaaf De Smet           | Robert Vandecaveye       |
| 1963      | Hugo Desmet              | Urbain De Brauwer         | Gustaaf Van Vaerenbergh  |
| 1964      | Bernard Van De Kerckhove | Arthur Decabooter         | Bernard Deville          |
| 1965      | Norbert Kerckhove        | Benoni Beheyt             | Hugo Desmet              |
| 1966      | Herman Van Loo           | Gilbert Desmet            | Luc Delefortrie          |
| 1967      | Gustaaf De Smet          | Alfons De Bal             | Gilbert Verlinde         |
| 1968      | José Samyn               | Frans Melckenbeeck        | Bernard Van De Kerckhove |
| 1969      | Rik Van Looy             | Joseph Deschoenmaecker    | Frans Verstraeten        |
| 1970      | Leopold Van den Neste    | André Dierickx            | Tony Kelliher            |
| 1971      | Jacques Zwaenepoel       | Eddy Cael                 | Johan De Muynck          |
| 1972      | Jean-Marie Ritserveldt   | Fernand Bruggeman         | Etienne Sonck            |
| 1973      | Ronny Van Marcke         | Roger Kindt               | Georges Van Coningsloo   |
| 1974      | André Dierickx           | Fernand Hermie            | Roger Verschaeve         |
| 1975      | Ludo Peeters             | Jos Gysemans              | Marc Renier              |
| 1976      | Hervé Vermeeren          | Carlos Cuyle              | Dirk Ongenae             |
| 1977      | Danny Clark              | Herman Vrijders           | Jacky Coene              |
| 1978      | Eddy Vanhaerens          | Marc Meernhout            | Adri van Houwelingen     |
| 1979      | Freddy Maertens          | Carlos Cuyle              | Marc Renier              |
| 1980      | Michel Pollentier        | Eric Van de Wiele         | Alain Desaever (nl)      |
| 1981      | Luc Desmet (nl)          | Luc Meersman              | Walter Planckaert        |
| 1982      | Patrick Devos            | Rudy Matthys              | Marc Maertens            |
| 1983      | Ludo Frijns              | Luc Meersman              | Alain Van Hoornweder     |
| 1984      | Franky Van Oyen (nl)     | Patrick Versluys          | Werner Devos             |
| 1985      | Yvan Lamote              | Dominique Lecrocq         | John Herety              |
| 1986      | Alain De Roo             | Yvan Lamote               | Werner Devos             |
| 1987      | John Dekeukelaere        | Dirk Demol                | Filip Van Vooren         |
| 1988      | Gino De Backer           | Ludo Peeters              | Peter Huyghe             |
| 1989      | Ad Wijnands              | Edwig Van Hooydonck       | Michel Cornelisse        |
| 1990      | Gino Van Hooydonck (nl)  | Twan Poels                | Oleg Logvine             |
| 1991      | Wiebren Veenstra         | Rik Van Slycke            | Louis de Koning          |
| 1992      | Andreï Tchmil            | Wiebren Veenstra          | Ad Wijnands              |
| 1993      | Serge Baguet             | Sammie Moreels            | Jo Planckaert            |
| 1994      | Wim Omloop               | Eric Van Lancker          | Frank Corvers            |
| 1995      | Bart Voskamp             | John van den Akker        | Tom Desmet               |
| 1996      | Frank Vandenbroucke      | Robbie Vandaele           | Martin van Steen         |
| 1997      | Johan Verstrepen         | Michael van der Wolf (nl) | Bart Heirewegh           |
| 1998      | Tom Desmet               | Johan Verstrepen          | Wim Feys                 |
| 1999      | Vladimir Smirnov         | Steven de Jongh           | John Talen               |
| 2000      | Bart Heirewegh           | Niko Eeckhout             | Peter Van Petegem        |
| 2001      | Erwin Thijs              | Geert Omloop              | Bart Heirewegh           |
| 2002      | Geert Omloop             | Frédéric Amorison         | Geoffrey Demeyere        |
| 2003      | pas de course            | pas de course             | pas de course            |
| 2004      | Hans De Meester          | Mindaugas Goncaras        | Bart De Spiegelaere      |
| 2005      | Jef Timmermans           | Adam Pierzga              | Frederik Tortelboom      |
| 2006      | Steven Thys              | Michel Vanhaecke          | Mindaugas Goncaras       |
| 2007      | Sven Françoys            | Alexander Chamon          | Rodric Callewaert        |
| 2008-2010 | pas de course            | pas de course             | pas de course            |
| 2011      | Clinton Avery            | Tom Van Asbroeck          | Dries Depoorter          |
| 2012      | Nicky Cocquyt            | Dimitri Claeys            | Nicolas Vereecken        |
| 2013      | Timothy Stevens          | Alexander Maes            | Oliver Naesen            |
| 2014      | Oliver Naesen            | Maarten Craeghs           | Dieter Bouvry            |
| 2015      | Wout van Aert            | Benjamin Verraes          | Martijn Degreve          |
| 2016      | Franklin Six             | Benjamin Declercq         | Angelo Vandaele          |
| 2017      | Stijn De Bock            | Álvaro Hodeg              | Michiel Stockman         |
| 2018      | Lennert Teugels          | Lionel Taminiaux          | Jonas Castrique          |
| 2019      | Sander De Pestel         | Jelle Mannaerts           | Tom Vermeer              |
| 2020      | annulé                   | annulé                    | annulé                   |
| 2021      | Thibau Verhofstadt       | Tom Vermeer               | Gil D'Heygere            |
| 2022      | Jarne Van de Paar        | Thibau Verhofstadt        | Delano Swenne            |
| 2023      | Maarten Verheyen         | Arne Santy                | Ben Squire               |
| 2024      | Lars Oreel               | Robbe Claeys              | Tim den Braber           |